# Acritus vaulogeri
Acritus vaulogeri är en skalbaggsart som beskrevs av Cooman 1935. Acritus vaulogeri ingår i släktet Acritus och familjen stumpbaggar. Inga underarter finns listade i Catalogue of Life.